# Władysław Strzemiński
Władysław Strzemiński (21. listopadu 1893, Minsk – 26. prosince 1952, Łódź) byl polský malíř, teoretik umění a publicista; představitel konstruktivismu.

## Životopis
V letech 1911–1914 studoval vojenské inženýství v Petrohradě. Bojoval v první světové válce, ve které přišel o ruku a nohu. Mezi lety 1918–1919 studoval v Moskvě, kde se mj. potkal s Kazimirem Malevičem. Od roku 1921 žil v Polsku. Byl jedním z představitelů konstruktivismu. Jako teoretik umění vypracoval teorii unismu.

## Osobní život
Manželkou Strzemińského byla od roku 1920 sochařka Katarzyna Kobro (1898–1951). Spolu měli jednu dceru Niku Strzemińskou (1936–2001), lékařku a psychiatričku, která se mj. věnovala i popularizaci díla svých rodičů.

## Odraz v kultuře
O jeho životě pojednává poslední film Andrzeje Wajdy Mžitky.

## Dílo
- STRZEMIŃSKI, Władysław: Teoria widzenia. Kraków 1958.
- STRZEMIŃSKI, Władysław: Unizm w malarstwie. Łódź 1993.